# ロスト・エモーション
『ロスト・エモーション』（英語: Equals 直訳: 平等、同等、対等）は、2016年のアメリカ合衆国の映画。ドレイク・ドレマス原案・監督によるディストピア作品である。
建築家・安藤忠雄による日本の長岡造形大学や狭山池博物館、淡路夢舞台国際会議場などで撮影された。ドレマスによる原案のもとネイサン・パーカーによって脚本が執筆され、製作総指揮の1人にはリドリー・スコットも務めている。

## あらすじ
世界戦争によって地上の99.6％が破壊された近未来。滅亡の危機に瀕した人類は、人類を破滅させる元凶は感情だと結論付け、平和的に人類が生存できるよう遺伝子操作で感情を排除した人間の共同体「イコールズ」を創った。
「イコールズ」に暮らす人間は保健安全局の監視下に置かれ、愛情や欲望をはじめとする感情が芽生えた場合、「発症」したとして隔離施設に強制収容され、安楽死させられていた。
そんな中、「イコールズ」に暮らす1組の男女サイラスとニアは危険だと知りつつも惹かれ合い、ついに恋愛感情を「発症」してしまう。2人は外の世界への脱出を決意する。

## 登場人物・キャスト
- サイラス：ニコラス・ホルト
- ニア：クリステン・スチュワート
- ジョナス：ガイ・ピアース
- ベス：ジャッキー・ウィーヴァー
- ジョージ：トビー・ハス
- レナード：デヴィッド・セルビー
- アイリス：オーロラ・ペリノー
- マーク：スコット・ローレンス
- レイチェル：ベル・パウリー
- ケイト：ケイト・リン・シール

## 製作
2013年10月24日、ドレイク・ドレマスの新作映画にクリステン・スチュワートとニコラス・ホルトが出演することになったと報じられた。2014年6月12日、ガイ・ピアースの出演が決まったとの報道があった。7月、ケイト・リン・シール、オーロラ・ペリノー、ジャッキー・ウィーヴァーがキャスト入りした。

### 撮影・音楽
本作の主要撮影は2014年8月4日に日本で始まり、同年9月26日に終了した。
2014年5月2日、アパラットが本作で使用される楽曲を手掛けるとの報道があった。2015年6月9日、ダスティン・オハロランが作曲チームに加わったと報じられた。

### 衣装デザイナーのクレジットをめぐる騒動
本作の衣装デザインの担当者として、アビー・オサリヴァンとアラーナ・モーシェッドがクレジットされている。ところが、2016年8月、オサリヴァン側が「モーシェッドは本作における衣装デザインに一切関与していないので、彼女が自分と一緒にクレジットされるのは不当だ」という主旨の告発を行った。その一方で、「モーシェッドは登場人物の衣装の選定で重要な役割を果たしていた」との証言も出ている。

## 公開・マーケティング
2014年9月26日、本作の劇中写真が初めて公開された。2015年9月5日、第72回ヴェネツィア国際映画祭でプレミア上映された。13日、第40回トロント国際映画祭で本作の上映が行われた。10月16日、A24とディレクTVが本作の全米配給権を獲得したと報じられた。

## 評価
本作に対する批評家の評価は伸び悩んでいる。映画批評集積サイトのRotten Tomatoesには82件のレビューがあり、批評家支持率は35%、平均点は10点満点で5.08点となっている。サイト側による批評家の見解の要約は「『ロスト・エモーション』は目の保養にはなる。しかし、その未来世界の美しさを以てしても、ストーリーの陳腐さとその展開速度の遅さという欠点を相殺できていない。」となっている。また、Metacriticには27件のレビューがあり、加重平均値は43/100となっている。